# 玦状耳飾り

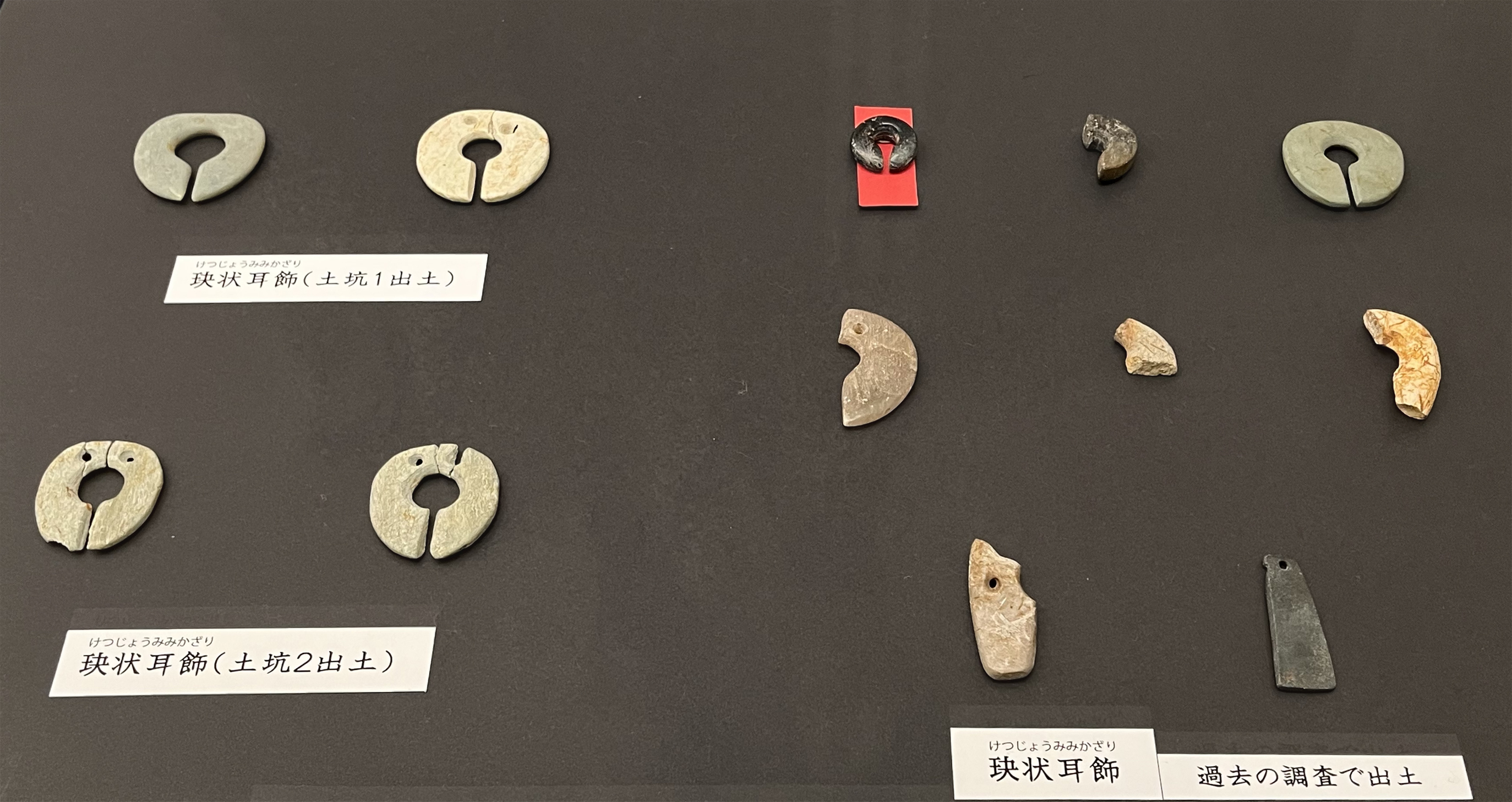
秋田県内から出土した玦状耳飾り。

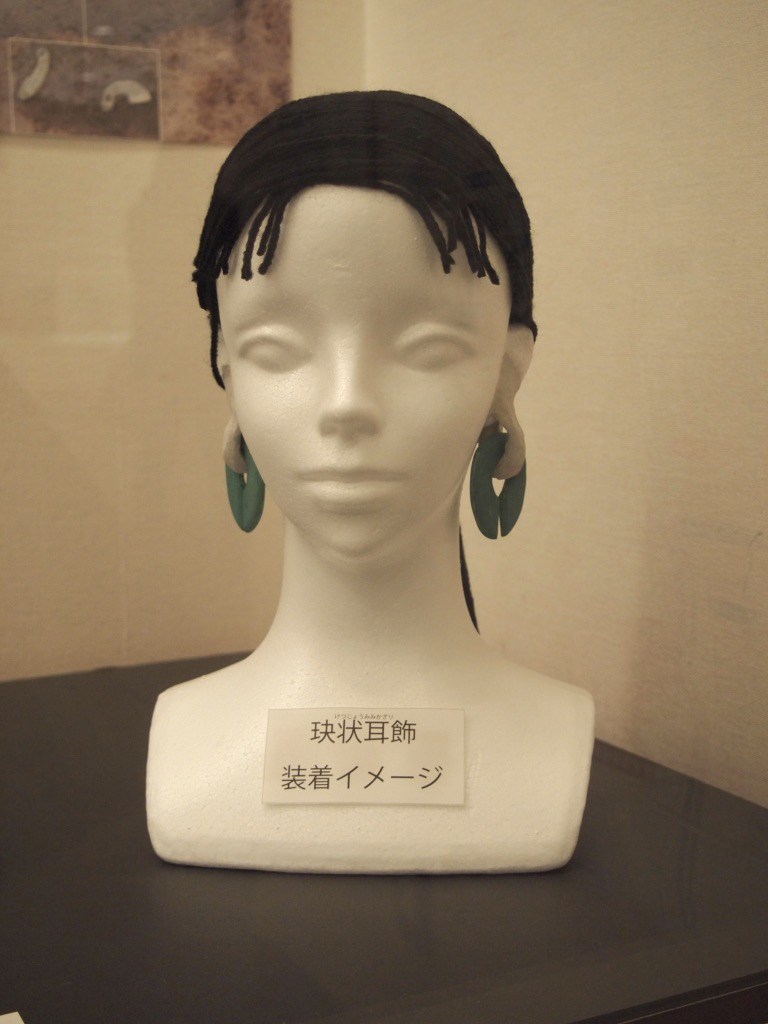
玦状耳飾りのレプリカを装着した頭部模型。

玦状耳飾り（けつじょうみみかざり）は、日本の縄文時代前期を中心にみられる耳飾りの一種である。円形、楕円形や三角形に近い形状をしており、中央に穴が開けられ、滑石、蛇紋岩などを用いて作られている。

## 概要
古代中国で祭祀に用いられた玉器である『玦』に形が似ることから、その名がつけられた。耳飾りの一種であるが、日本においてイヤリングと呼称される、耳たぶを挟んで装着するもの（詳しくはイヤリングを参照）ではなく、耳たぶに孔をあけて装着するピアスである。
出土量の少なさや、材料である石材の希少性から、特別な人物のみが装着を許されたのではないかと考えられており、その人物の権威を示すための装身具であった可能性がある。

## 分布とルーツ

藤井寺市章
市内の国府遺跡から出土した玦状耳飾りと、前方後円墳をモチーフとし、両者を合体させたデザインとなっている。

大阪府藤井寺市の国府遺跡から出土したことが有名であるが、全国各地の遺跡から多数発見されている。国外では、遼河文明 （興隆窪文化）の遺跡からも見つかっており、三内丸山遺跡との類似性が指摘される。群馬県下仁田町や福井県あわら市で発見されたものは、当時の日本では確認されない鉱物を用いており、中国や朝鮮半島からの渡来の可能性がある。